# Baltic Bank
Baltic Bank S.A. – bank komercyjny działający w latach 1991–1993 z siedzibą w Gdańsku, przejęty przez Powszechny Bank Handlowy Gecobank w ramach interwencji przeprowadzonej przez Narodowy Bank Polski.

## Historia
Bank został założony w 1991 przez przedsiębiorcę Mariusa Olecha oraz Hydrobudowę i akcjonariuszy mniejszościowych. Działalność operacyjną rozpoczął w 1992.
Z uwagi na ryzyko niewypłacalności banku oraz wysoki udział złych kredytów w jego portfelu kredytowym, w kwietniu 1993 Narodowy Bank Polski nakazał bankowi sporządzenie planu naprawczego. W październiku 1993 straty banku przekroczyły jego kapitały własne i NBP ustanowił zarząd komisaryczny w banku oraz rozpoczął proces sanacji poprzez sprzedaż i połączenie z innym bankiem. Bank centralny podpisał w pierwszej połowie grudnia list intencyjny z Powszechnym Bankiem Handlowym Gecobank, a 31 grudnia 1993 Baltic Bank został przejęty przezeń ze wsparciem finansowym NBP. Formalnie bank zlikwidowano w marcu 1994. Deponenci nie utracili środków ulokowanych w banku z uwagi na zawarte między Baltic Bank a bankiem centralnym gwarancje.
Przewodniczącym rady nadzorczej banku w momencie jego przejęcia był Henryk Jankowski.